# Wkrętak

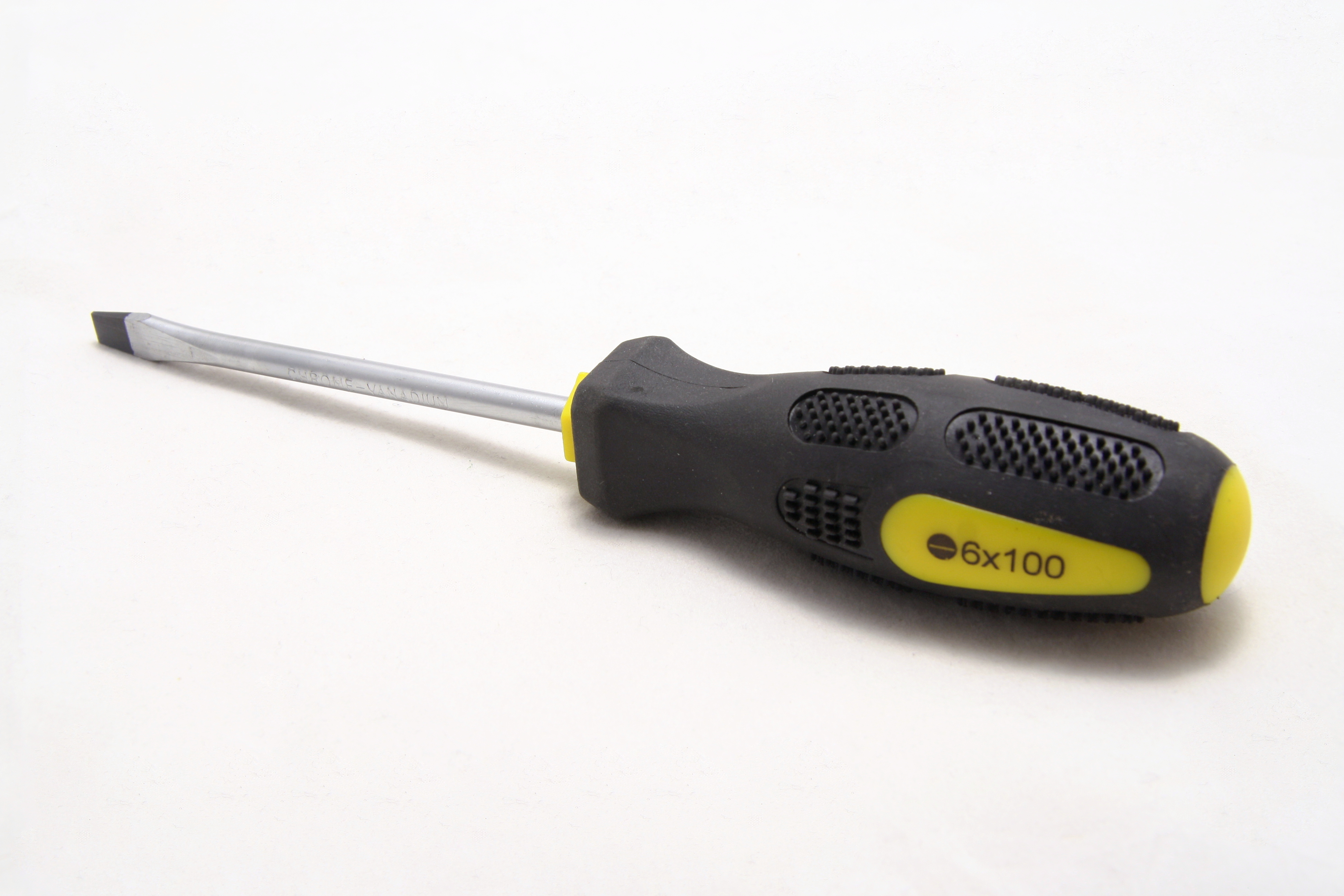
Wkrętak ręczny

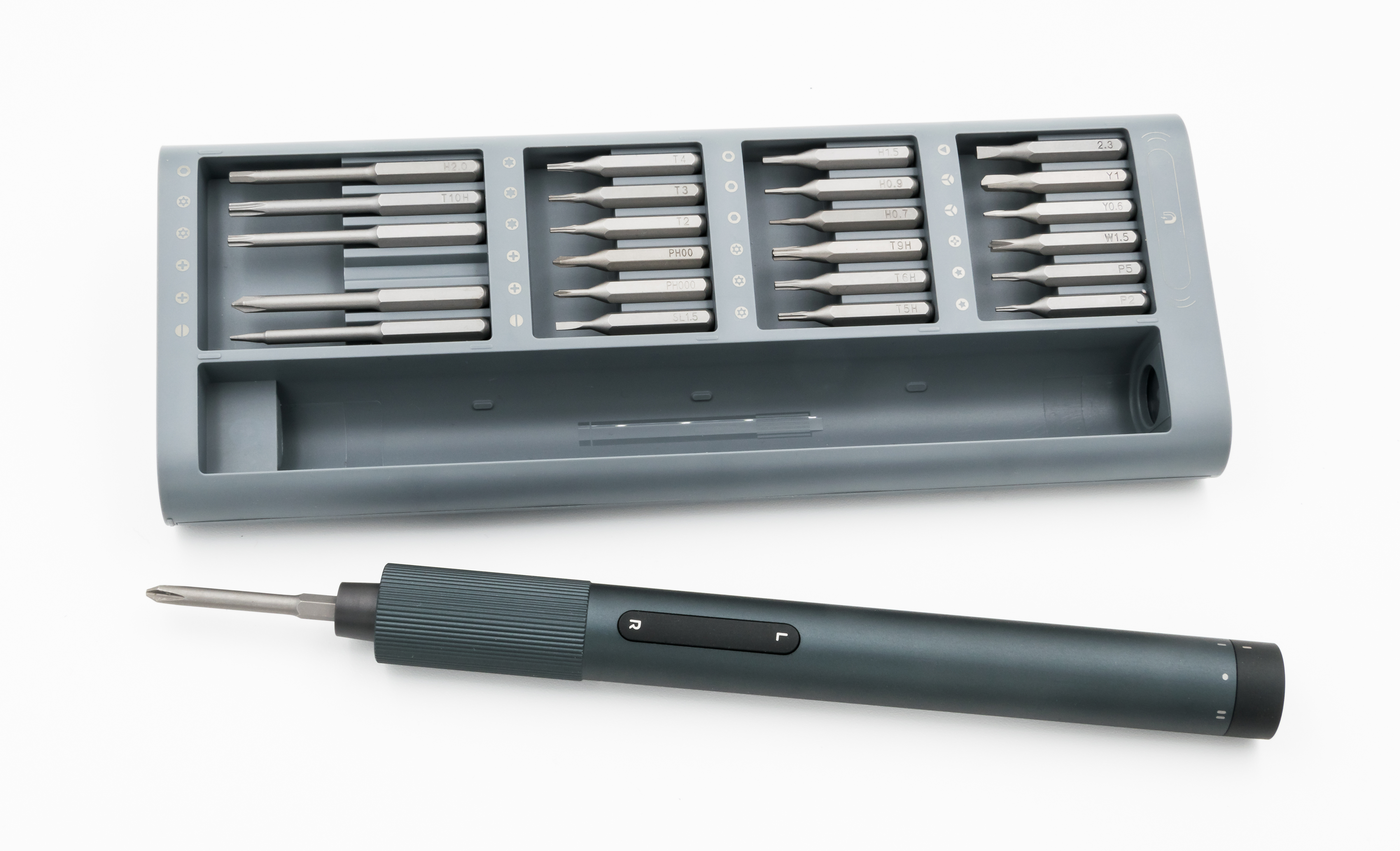
Wkrętak elektryczny Xiaomi

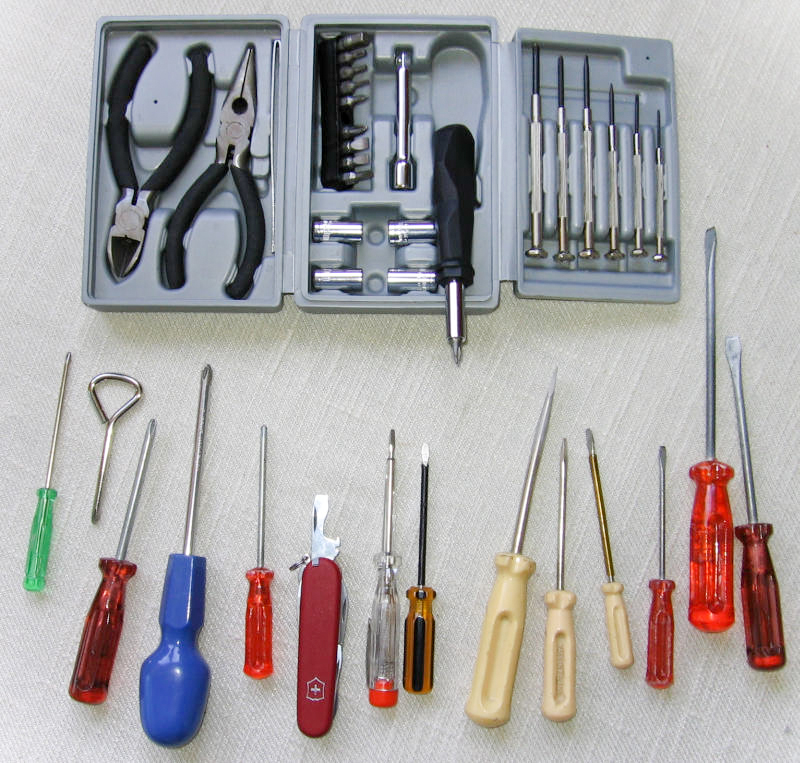
Różne wkrętaki – w zestawie narzędzi i pojedyncze

Wkrętak (śrubokręt) – jedno z podstawowych narzędzi ręcznych. Wkrętak składa się z rękojeści i grotu. W najprostszym wykonaniu jest to pręt (najczęściej stalowy, ale bywają wkrętaki z innych metali, np. z mosiądzu oraz z tworzyw sztucznych), na jednym końcu ścięty lub spłaszczony tak, że powstała w ten sposób wąska krawędź umożliwia wsunięcie jej w wycięcie w łbie wkręta, co następnie, poprzez obrót wkrętaka wokół osi, umożliwia obrócenie wraz z nim samego wkrętu. Przeciwległy koniec pręta (grotu) zazwyczaj umocowany jest w uchwycie (rękojeści), zazwyczaj z tworzywa sztucznego, ułatwiającym obracanie wkrętaka, choć czasem stosuje się rozwiązanie polegające na wygięciu przeciwległego końca w sposób umożliwiający obrót narzędziem.
Do prac precyzyjnych z małymi mechanizmami służy wkrętak zegarmistrzowski. Jest to drobno karbowany, wąski walec zakończony różnymi końcówkami, od górnej strony posiadający obrotowy pierścień. Trzyma się go w inny sposób: obrotowy pierścień opiera się o wnętrze dłoni, a korpus obraca palcami.
Wkrętaki (a zatem i wkręty) zakończone są różnymi końcówkami. Jest wiele powodów stosowania różnych końcówek, niektórymi można przenieść większy moment obrotowy, inne są samocentrujące, jeszcze inne trudniejsze do uszkodzenia. Jednym z powodów opracowywania wciąż nowych wzorów końcówek jest też uniemożliwienie osobom nieupoważnionym wykręcania niektórych wkrętów (np. użytkownikom rozkręcania urządzeń gospodarstwa domowego).
|    | Typy zakończeń wkrętaków pasujące do nacięć | Schematyczne przedstawienie nacięć łba wkrętu |
| -- | ------------------------------------------- | --------------------------------------------- |
| 1  | Płaski                                      |                                               |
| 2  | Płaski chroniony                            |                                               |
| 3  | Pozidriv                                    |                                               |
| 4  | Phillips (krzyżak)                          |                                               |
| 5  | Torx                                        |                                               |
| 6  | Torx TR                                     |                                               |
| 7  | Torx Plus                                   |                                               |
| 8  | XZN                                         |                                               |
| 9  | Sześciokątny zewnętrzny                     |                                               |
| 10 | Sześciokątny wewnętrzny (Imbus)             |                                               |
| 11 | Kwadratowy (Robertson)                      |                                               |
| 12 | Torq-Set                                    |                                               |
| 13 | Tri-Wing                                    |                                               |
| 14 | Spanner                                     |                                               |

W celu przyspieszenia prac instalacyjnych prowadzonych na większą skalę, stosuje się obecnie wkrętaki z napędem elektrycznym lub pneumatycznym, w których obracanie osi wkrętaka dokonywane jest przez silnik z przekładnią, regulacją kierunku, prędkości obrotowej i momentu siły.